# عبد الله بن الهاشمي بن خضراء
هو الفقيه المحدث المدرس القاضي سيدي عبد الله بن محمد الهاشمي ابن خضراء السلاوي، ولد بسلا عام 1260هـ الموافق ل1844، توفي يوم الإثنين 23 محرم عام 1324هـ الموافق ل19 مارس 1906. وصلى عليه بعد صلاة العصر تحت الثريا الكبيرة بجامع القرويين، ودفن بالزاوية الناصرية الجديدة بحومة السياج بفاس  ·  ·  · .
حفظ القرآن الكريم مع بعض المتون العلمية بمسقط رأسه. ثم توجه للمشرق. فأخذ عن جماعة من علماء مصر والحجاز. منهم الشيخ أحمد زيني دحلان  ·  ·  · .
عمل معلمًا بمسقط رأسه، ثم عين قاضي قضاة مراكش عام 1297هـ. ثم أصبح قاضيا بفاس عام 1317هـ إلى جانب التدريس. كما أنيطت إليه رئاسة المجلس العلمي بفاس. وشغل منصب وزارة الشكاية في عهد الحسن الأول بن محمد.  بالإضافة لكونه مستشارا للسلطان مولاي عبد العزيز بن الحسن، مثل كثيرًا من الهيئات السياسية والاجتماعية في فاس، وكان مستشارًا للمملكة في الأمور السياسية والقضايا الكبرى  ·  ·  · .

## مؤلفاته
- « معلمة المغرب »
- « شرح همزية الإمام البوصيري »
- « حاشية على شرح محمد الخطاب الرعيني المالكي »
- « شرح الأرجوزة البيقونية في أقسام الحديث »
- « حاشية على شرح بنيس في علم الفرائض »
- « تحذير عوام المسلمين من الاغترار بكلام من تساهل في الدين »
- « الإتحاف بما يتعلق بالقاف »
- « تعليق على شرح لامية الزقاق »
- « رحلة حجازية »
- « منتهى الأرب في شرح بيتي العقل والأدب »
- « مرءاة الفكر والنظر في شرح فرائض المختصر »
- « تعليق في التعريف بالإمام مالك »